# 비컨즈필드 (버킹엄셔주)

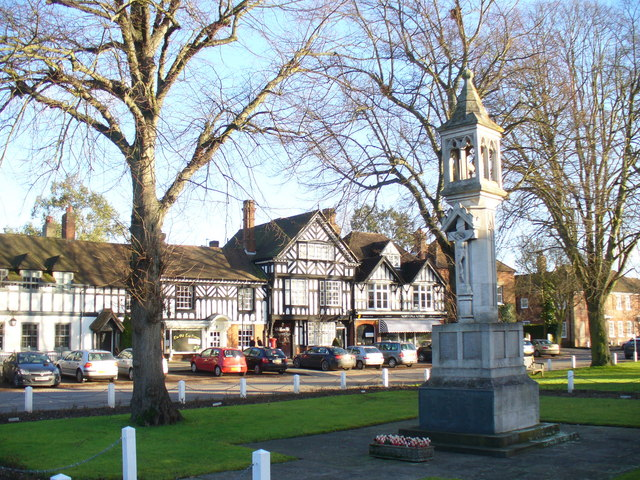
비컨즈필드 전쟁기념비

비컨즈필드(영어: Beaconsfield)는 잉글랜드 버킹엄셔주 남동부의 도시이다. 인구는 2011년 조사 기준 12,081명이다.